# La Estancia de Ayones
La Estancia de Ayones är en ort i Mexiko.   Den ligger i kommunen San Juanito de Escobedo och delstaten Jalisco, i den centrala delen av landet, 500 km väster om huvudstaden Mexico City. La Estancia de Ayones ligger 1 395 meter över havet och antalet invånare är 789.
Terrängen runt La Estancia de Ayones är kuperad åt sydväst, men åt nordost är den platt. Runt La Estancia de Ayones är det ganska tätbefolkat, med 52 invånare per kvadratkilometer. Närmaste större samhälle är Antonio Escobedo, 11,7 km sydost om La Estancia de Ayones. I omgivningarna runt La Estancia de Ayones växer huvudsakligen savannskog.